# Gamasiphis setosus
Gamasiphis setosus är en spindeldjursart som beskrevs av Womersley 1956. Gamasiphis setosus ingår i släktet Gamasiphis och familjen Ologamasidae. Inga underarter finns listade i Catalogue of Life.